# Monika Niederstätter
Monika Niederstätter (Merano, 2 marzo 1974) è un'ex ostacolista e velocista italiana, medaglia d'argento dei 400 metri ostacoli ai XIV Giochi del Mediterraneo e di bronzo ai XV Giochi del Mediterraneo.
Sei volte consecutive campionessa italiana nei 400 metri ostacoli (dal 1998 al 2003), vanta inoltre due titoli indoor, ma sui 400 metri piani, anche perché al coperto la sua specialità non è prevista tra le competizioni.

## Biografia
Il suo miglior risultato a livello internazionale è indubbiamente il 4º posto nella finale dei 400 metri ostacoli ottenuto ai Campionati europei di atletica leggera 2002 di Monaco di Baviera. Vanta quattro presenze consecutive, dal 1999 al 2005, ai Campionati mondiali di atletica leggera. Il suo record personale di 55"10 sui 400 m hs, è stato record italiano per sei anni, ed è tuttora la 4ª miglior prestazione italiana di sempre.

## Record nazionali
- 400 m ostacoli: 55"10 ( Siviglia, 22 agosto 1999) sino al 28 agosto 2005

## Progressione
| Stagione | Risultato | Luogo             | Data       | Rank. Mond. |
| -------- | --------- | ----------------- | ---------- | ----------- |
| 2008     | 58.17     | Firenze           | 28/06/2008 |             |
| 2005     | 55.95     | Bressanone        | 26/06/2005 |             |
| 2004     | 55.52     | Firenze           | 11/07/2004 |             |
| 2003     | 55.41     | Rieti             | 03/08/2003 |             |
| 2002     | 56.05     | Monaco di Baviera | 07/08/2002 |             |
| 2001     | 55.83     | Edmonton          | 05/08/2001 |             |
| 2000     | 55.78     | Barcellona        | 25/07/2000 |             |
| 1999     | 55.10     | Siviglia          | 22/08/1999 | 21º         |
| 1998     | 56.50     | Roma              | 10/07/1998 |             |
| 1997     | 58.00     |                   | 01/01/1997 |             |
| 1996     | 57.69     |                   | 01/01/1996 |             |
| 1995     | 58.62     |                   | 01/01/1995 |             |
| 1994     | 58.66     |                   | 01/01/1994 |             |
| 1993     | 1:00.17   |                   | 01/01/1993 |             |
| 1992     | 59.78     |                   | 01/01/1992 |             |
| 1991     | 1:01.31   |                   | 01/01/1991 |             |
| 1990     | 1:02.0    |                   | 01/01/1990 |             |
| 1989     | 1:04.9    |                   | 01/01/1989 |             |

## Palmarès
| Anno | Manifestazione          | Sede              | Evento   | Risultato    | Prestazione | Note  |
| ---- | ----------------------- | ----------------- | -------- | ------------ | ----------- | ----- |
| 1999 | Mondiali                | Siviglia          | 400 m hs | elim. semif. | 55"57       |       |
| 2001 | Giochi del Mediterraneo | Tunisi            | 400 m hs | Argento      | 57"22       |       |
| 2001 | Mondiali                | Edmonton          | 400 m hs | elim. semif. | 56"37       |       |
| 2001 | Universiadi             | Pechino           | 400 m hs | elim. batt.  | 52"02       |       |
| 2000 | Giochi olimpici         | Sydney            | 400 m hs | elim. batt.  | 55"57       |       |
| 2002 | Europei                 | Monaco di Baviera | 400 m hs | 4ª           | 56"34       | [ 4 ] |
| 2003 | Mondiali                | Parigi            | 400 m hs | elim. batt.  | 56"62       |       |
| 2004 | Giochi olimpici         | Atene             | 400 m hs | elim. batt.  | 55"57       |       |
| 2005 | Giochi del Mediterraneo | Almería           | 400 m hs | Bronzo       | 56"38       |       |
| 2005 | Mondiali                | Helsinki          | 400 m hs | elim. semif. | 56"14       |       |

## Altre competizioni internazionali
1999
- Bronzo in Coppa Europa ( Parigi), 400 m hs - 56"09

2000
- Bronzo in Coppa Europa ( Gateshead), 400 m hs - 56"33

2003
- 7ª alla World Athletics Final ( Monte Carlo), 400 m hs - 56"84

## Campionati nazionali
1998
- ai Campionati italiani assoluti di atletica leggera, 400 m hs - 56"50

1999
- ai Campionati italiani assoluti di atletica leggera, 400 m hs - 56"40

2000
- ai Campionati italiani assoluti di atletica leggera, 400 m hs - 56"72

2001
- ai Campionati italiani assoluti di atletica leggera, 400 m hs - 56"21

2002
- ai Campionati italiani assoluti di atletica leggera, 400 m hs - 56"61

2003
- ai Campionati italiani assoluti di atletica leggera, 400 m hs - 55"41

2004
- ai Campionati italiani assoluti di atletica leggera indoor, 400 m  - 53"67

2005
- ai Campionati italiani assoluti di atletica leggera indoor, 400 m  - 54"66

## Riconoscimenti
- Atleta altoatesina dell'anno 1999.